# Lee Man Tat

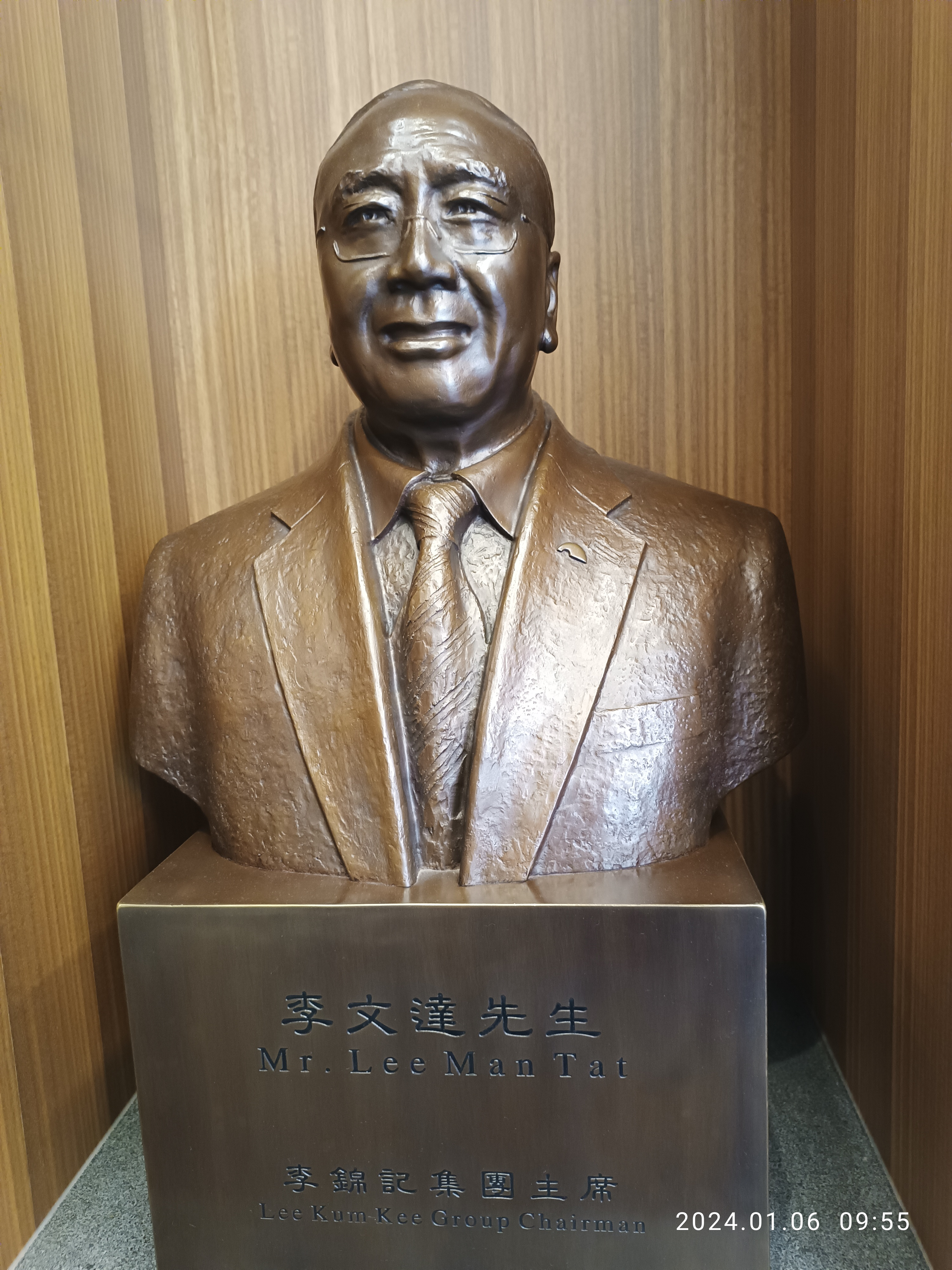
Lee Man Tat, Büste

Lee Man Tat SBS (* 1929 in Macau; † 26. Juli 2021, chinesisch: 李文 李文;  Pinyin: Lǐ Wéndá) war ein in Hongkong lebender Unternehmer und Vorsitzender des sich in Familienbesitz befindlichen chinesischen Soßen- und Gewürzherstellers Lee Kum Kee. Forbes schätzte sein Vermögen im Jahr 2019 auf 17,1 Milliarden US-Dollar, womit er zu den reichsten Personen in Hongkong gehörte. Er besaß außerdem das Gebäude 20 Fenchurch Street in London.

## Leben
Lee wurde in Macau geboren und wuchs in Jiangmen in der Provinz Guangdong auf. Er war der Enkel von Lee Kum-sheung, der 1888 in Zhuhai die Austernsoße erfand und den Soßenhersteller Lee Kum Kee gründete. Ab 1952 begann er dort zu arbeiten, um seinem Vater, Lee Shiu Nan, bei der Führung des Familienunternehmens zu helfen. Er übernahm 1972 die Leitung des Betriebs. 1986 kam es zu einem Gerichtsstreit mit seinem Bruder über die Kontrolle des Unternehmens. Am Ende kaufte er seinem Bruder 40 % der Unternehmensanteile ab. Das Unternehmen vertreibt heute in über 100 Ländern Soßen und Gewürze.
Er war verheiratet und hatte fünf Kinder. Seine Kinder arbeiten für den Familienbetrieb.